# SpaceX
Space Exploration Technologies Corp. förkortat SpaceX, är ett amerikanskt företag inom privat rymdfart som grundades år 2002 av entreprenören Elon Musk. SpaceX blev 2008 det första privata företaget som lyckades skjuta upp en raket driven av flytande bränsle i en omloppsbana runt jorden. Företaget erbjuder transporter till omloppsbana runt jorden med raketerna Falcon 9 och Falcon Heavy. SpaceX har dessutom utvecklat rymdkapseln Dragon som används för att förse den Internationella rymdstationen ISS med förnödenheter och för att transportera astronauter till och från rymdstationen.
Ett annat av företagets verksamhetsområden är det världsomspännande satellitnätverket Starlink vars syfte är att möjliggöra internetförbindelser på avlägsna platser utan fast telekommunikations-infrastruktur.

## Raketer

SpaceX raketer och varianter

### Falcon 1
Falcon 1 var den första raketen utvecklad av SpaceX och första privata utvecklade raketen att gå in i omloppsbana runt jorden. Drevs av en Merlin-motor på första steget och andra steget hade av en Kestrel-motor, båda motorerna använde RP-1 och LOX. Raketen var cirka 21 meter hög och kunde placera 670 kg i LEO.

### Falcon 9
Falcon 9 är efterföljaren av Falcon 1 och den första raketen med ett återanvändbart första steg. Använder nio Merlin-motorer på första steget (därav namnet) och en vakuum optimerad variant av Merlin på andra steget. Rymdraketen har utfört över 500 uppskjutningar. Nuvarande versionen Falcon 9 Block 5 är 70 meter hög och kan placera 22,8 ton i LEO.

### Falcon Heavy
Raketens första steg består av tre parallellt sammankopplade första-steg från Falcon 9 och är delvis återanvändbar som Falcon 9. Falcon Heavy kan placera 63,8 ton i LEO.

### Starship
Starship är planerad att vara helt återanvändbar och kunna användas till att kolonisera Mars. Raketens första steg som kallas Super Heavy använder 33 Raptor-raketmotorer och dess andra steg som för sig självt också kallas Starship använder 6 Raptor-motorer varav 3 är vakuum optimerade. Motorerna använder flytande Metan och LOX. Raketens nuvarande version är cirka 123 meter hög och ska kunna placera över 100 ton i LEO.

## Rymdfarkoster

### Dragon 1
Dragon 1 var en återanvändbar rymdkapsel som användes för transport av förnödenheter till Internationella rymdstationen.

### Dragon 2
Dragon 2 är en återanvändbar rymdkapsel som används för transport av förnödenheter och astronauter till och från Internationella rymdstationen. Används också för privata uppdrag till låg omloppsbana eller ISS.

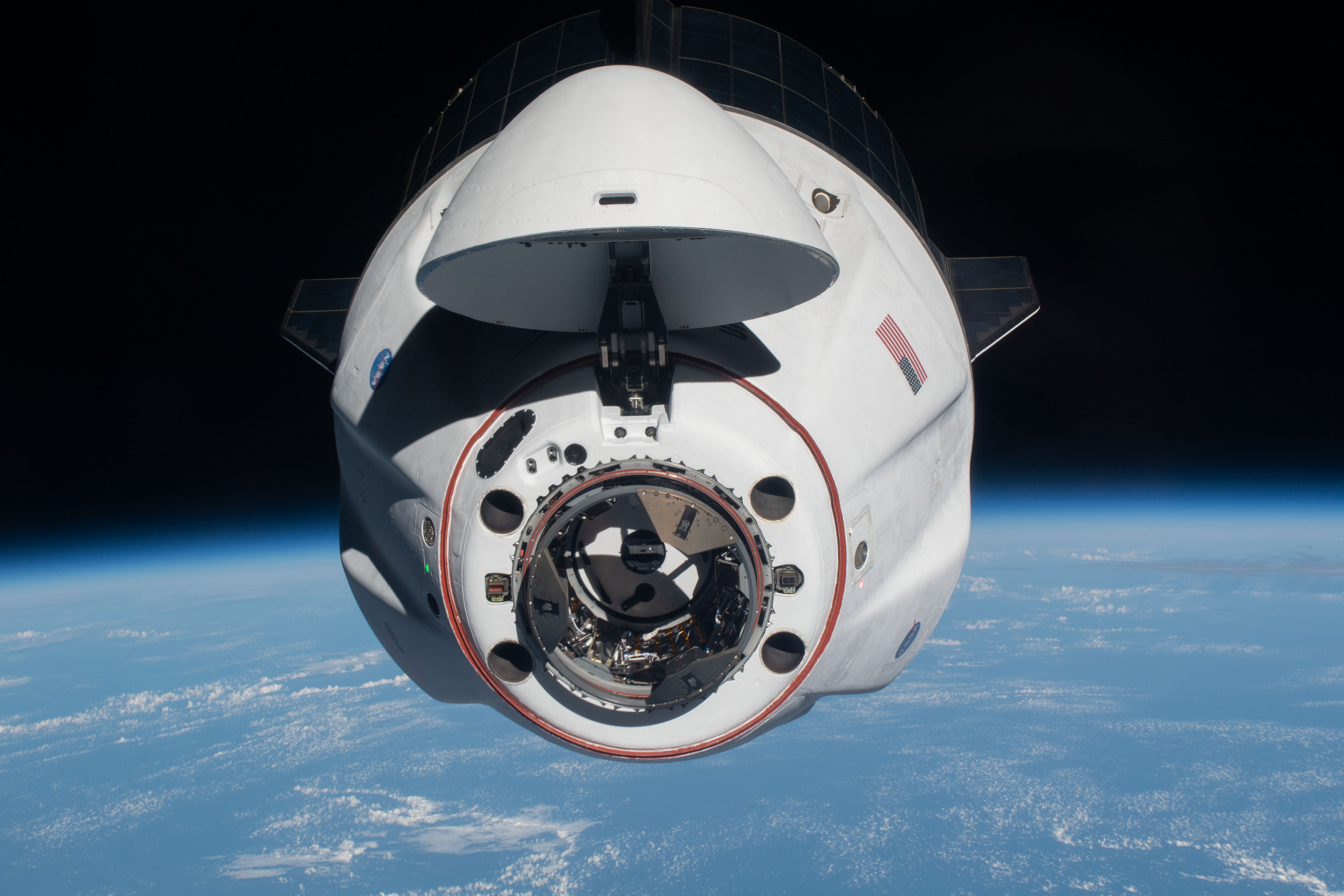
Crew Dragon C206 Endeavour närmar sig Internationella rymdstationen

### Starship
Starship andra steget är dessutom en rymdfarkost och planeras att användas bemannat som rymdfarkost i omloppsbana runt jorden samt på resor till och från Månen och Mars.

## Återanvändbara raketer
Det långsiktiga målet är raketer som är återanvändbara och, enligt Elon Musk, att möjliggöra kolonisering av planeten Mars. Spacex tänker bland annat återanvända raketer genom Grasshopper-konceptet. Grasshopper-tekniken går ut på att ett eller flera raketsteg av en flerstegsraket landar säkert på jorden efter användning. På så sätt slipper man bygga en ny raket för varje raketuppskjutning och sparar på så sätt pengar. Det är meningen att Falcon 9, Falcon Heavy och Dragon V2 ska kunna använda Grasshopper-konceptet när det är färdigutvecklat.
Den 22 december 2015 lyckades Spacex för första gången med en vertikal landning. Det är den raket som är först i historien med att flyga långt ut i rymden, leverera material till en rymdstation och sedan flyga tillbaka och landa på jorden. 
Den 31 mars 2017 gjorde företaget den första uppskjutningen med en raket vars första steg hade använts en gång tidigare. Efter uppskjutningen lyckades raketsteget återigen landa på en pråm ute på Atlanten.

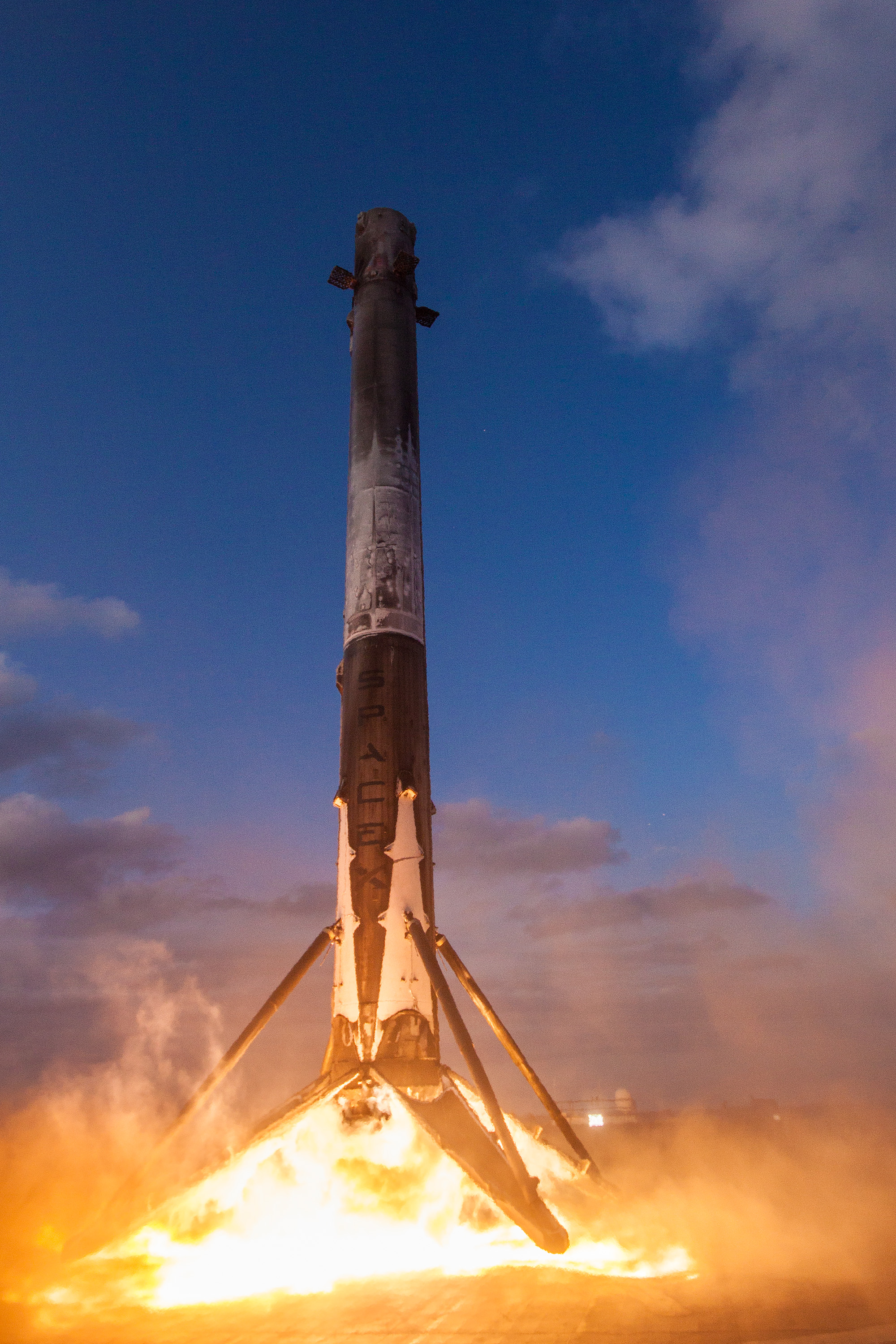
Första återanvända Falcon 9 första steget landar för dess andra gång

## Spacex till Mars
Elon Musk har sagt att ett av Spacex främsta mål är att kunna transportera människor och material till planeten Mars för att kunna bygga en koloni där. Elon Musk hoppas att Spacex ska kunna transportera människor till Mars 2024[källa behövs], redan 2022 tror man sig kunna skicka resurser samt identifiera faror på mars[källa behövs]. Vilket är 10–12 år tidigare än vad NASA har planerat om NASA skulle få tillräckligt med pengar från den amerikanska staten.

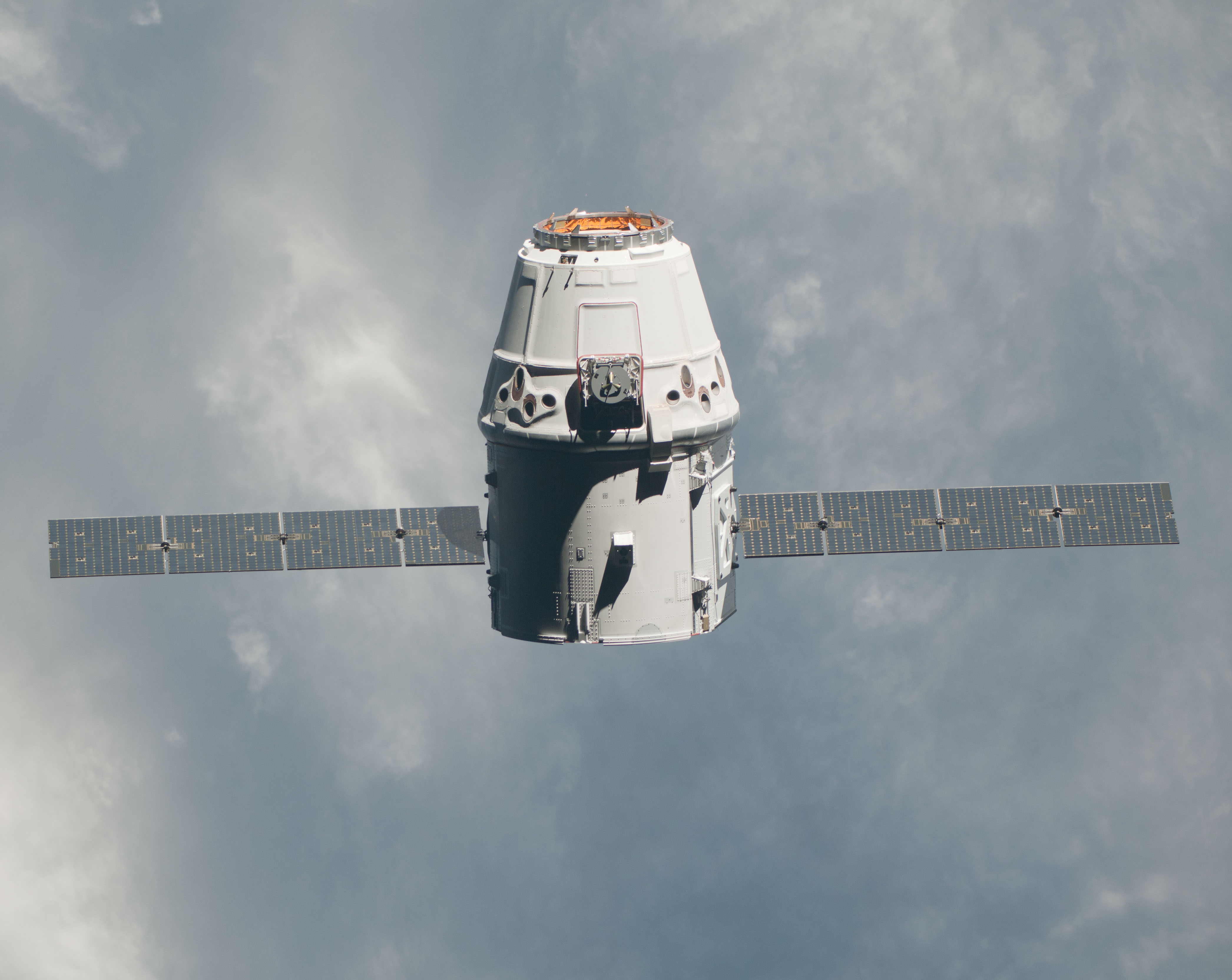
Spacex Dragon närmar sig ISS.

## Uppskjutningar
- Lista över Spacex raketuppskjutningar